# تشيستر جاي روبرتس
تشيستر جاي روبرتس (بالإنجليزية: Chester J. Roberts)‏ هو لاعب كرة قدم أمريكية أمريكي، ولد في 1889 في بيرناموود في الولايات المتحدة، وتوفي في 28 يوليو 1946 في Sunset Beach, California ‏ في الولايات المتحدة.

## وصلات خارجية
- تشيستر جاي روبرتس على موقع كلية كرة السلة في سبورتس رفرنس.كوم (الإنجليزية)